# Peach Hips
Le Peach Hips erano un gruppo musicale giapponese composto dalle cinque doppiatrici delle protagoniste dell'anime Sailor Moon. La loro carriera discografica e i loro tour sono durati per tutto il tempo di trasmissione dell'anime in televisione. Il genere cantato dalle Peach Hips era il j-pop, la musica pop giapponese. La maggior parte del loro repertorio era legato alle sigle dell'anime e le image song dei personaggi da loro interpretati.

## Componenti
- Kotono Mitsuishi
- Aya Hisakawa
- Michie Tomizawa
- Emi Shinohara
- Rika Fukami

## Discografia
- Moonlight Densetsu
- Koisuru wa Otome Makenai
- Onaji Hoshi ni Umareta Futari Dakara
- Tuxedo Mirage
- Moon Revenge
- I am Sailormoon
- Sailor Moon Christmas
- Aka Hana no Tonakai (Rudolph the Red-Nosed Reindeer)
- Kiyoshiko no yoru (Silent Night, Holy Night)

## Eventi live
- 11 e 13 settembre 1993 - Peach Hips Live
- 25 dicembre 1993 - Sailor Moon and X'mas 1993